# Blaesus
Blaesus (lateinisch: „der Lispelnde“) war ein häufiges römisches Cognomen, vor allem bei den  Gellii, den Naevii, den Iunii, den Pedii, den Sallustii, den Sentii und den Sempronii.

## Namensträger
- Blaesus, ein Freund des Atedius Melior, Senator im 1. Jahrhundert († 90)
- Blaesus, ein Jurist, wohl mit Marcus Antistius Labeo Schüler des Trebatius. Die Identifikation als Quintus Iunius Blaesus (suff. cos. 10) ist fraglich

- Gaius Sempronius Blaesus (Konsul), römischer Politiker, Konsul 253 v. Chr. und 244 v. Chr.
- Gaius Sempronius Blaesus (Volkstribun), römischer Politiker, Volkstribun 211 v. Chr.
- Gaius Sempronius Blaesus (Prätor), römischer Politiker, Prätor von Sizilien 184 v. Chr. und Gesandter nach Abdera 170 v. Chr.
- Iunius Blaesus, römischer Gouverneur von Gallia Lugdunensis 69
- Publius Sempronius Blaesus, Volkstribun 191 v. Chr.
- Quintus Iunius Blaesus (Suffektkonsul 10), römischer Politiker und Statthalter
- Quintus Iunius Blaesus (Suffektkonsul 28) († 36), römischer Politiker und Militärtribun
- Tiberius Sempronius Blaesus, Quästor 217 v. Chr.